# Liste der kroatischen Orden und Ehrenzeichen
Diese Liste der kroatischen Orden und Ehrenzeichen gibt einen Überblick über die von kroatischen Staatsgebilden offiziell gestifteten und anerkannten Orden und Ehrenzeichen.

## Unabhängiger Staat Kroatien(1941 bis 1945)

### 1932
- Velebiter Medaille für Tapferkeit
(Velebitska kolajna za junaštvo)

### 1941
- Orden vom Eisernen Dreiblatt
(Vojnički red željeznog trolista)
- Orden und Medaille der Krone König Zvonimirs
(Red i kolajna krune kralja Zvonimira)
- Medaille des Oberhaupts Ante Pavelić für Tapferkeit
(Kolajna poglavnika Ante Pavelića za hrabrost)

### 1942
- Orden für Verdienste
(Red za zasluge)
- Erinnerungsabzeichen (Medaille) der Gründung des Unabhängigen Staates Kroatien
(Spomen-znak za uspostavu Nezavisne Države Hrvatske)
- Abzeichen der Kroatischen Legion
(Znak Hrvatske legije)
- Abzeichen der Kroatischen Luftwaffen-Legion
(Znak Hrvatske zrakoplovne legije)

### 1943
- Verwundetenmedaille
(Ranjenička kolajna)
- Erinnerungsabzeichen (Medaille) des 5. Dezember 1918
(Spomen-znak 5. prosinca 1918)
- Kriegserinnerungsabzeichen
(Ratni spomen-znak)
- Erinnerungsabzeichen der Schwarzen Legion
(Spomen-znak Crne legije)

### 1944
- Ustascha-Ehrenzeichen
(Ustaški častni znak)

## Republik Kroatien(seit 1991)

### Großorden
1. Großorden des Königs Tomislav mit Schärpe und Großem Morgenstern
(Velered kralja Tomislava s lentom i Velikom Danicom)
2. Großorden der Königin Jelena mit Schärpe und Morgenstern
(Velered kraljice Jelene s lentom i Danicom)
3. Großorden des Königs Petar Krešimir IV. mit Schärpe und Morgenstern
(Velered kralja Petra Krešimira IV. s lentom i Danicom)
4. Großorden des Königs Dmitar Zvonimir mit Schärpe und Morgenstern
(Velered kralja Dmitra Zvonimira s lentom i Danicom)
5. Großorden des Präsidenten der Republik Franjo Tuđman mit Schärpe und Morgenstern
(Velered predsjednika Republike Franje Tuđmana s lentom i Danicom)

### Orden
6. Fürst-Trpimir-Orden mit Halsband und Stern
(Red kneza Trpimira s ogrlicom i Danicom)
7. Fürst-Branimir-Orden mit Halsband
(Red kneza Branimira s ogrlicom)
8. Fürst-Domagoj-Orden mit Halsband
(Red kneza Domagoja s ogrlicom)
9. Orden des Nikola Šubić Zrinski
(Red Nikole Šubića Zrinskog)
10. Orden des Ban Jelačić
(Red bana Jelačića)
11. Orden des Petar Zrinski und des Fran Krsto Frankopan
(Red Petra Zrinskog i Frana Krste Frankopana)
12. Orden des Ante Starčević
(Red Ante Starčevića)
13. Orden des Stjepan Radić
(Red Stjepana Radića)
14. Orden des Kroatischen Morgensterns
(Red Danice hrvatske)
15. Orden des Kroatischen Kreuzes
(Red hrvatskog križa)
16. Orden des Kroatischen Dreiblatts
(Red hrvatskog trolista)
17. Orden des Kroatischen Flechtwerks
(Red hrvatskog pletera)

### Erinnerungsabzeichen
18. Erinnerungsabzeichen des Heimatkriegs
(Spomenica Domovinskog rata)
19. Erinnerungsabzeichen der heimatlichen Dankbarkeit
(Spomenica domovinske zahvalnosti)

## Kroatische Republik Herceg-Bosna(1993 bis 1996)
- Kriegserinnerungskreuz 1992–1995
(Ratni spomen križ 1992.–1995.)